# Drassyllus platnicki
Drassyllus platnicki är en spindelart som beskrevs av Gajbe 1987. Drassyllus platnicki ingår i släktet Drassyllus och familjen plattbuksspindlar. Inga underarter finns listade i Catalogue of Life.